# Montell Douglas
Montell Marcelle "Monty" Douglas (Lewisham, Londres 24 de enero de 1986) es un multideportista olímpica y personalidad de televisión británica. Originalmente velocista y antigua plusmarquista británica de los 100 metros, con 11,05 segundos, compitió en los Juegos Olímpicos de Pekín 2008. Comenzó a practicar bobsleigh en 2016 y al año siguiente formó parte del equipo británico de bobsleigh, compuesto por dos mujeres, y compitió en los Juegos Olímpicos de Pekín 2022. Es una de las dos atletas femeninas, la otra es Jaqueline Mourão, que participaron en los dos Juegos Olímpicos celebrados en Pekín.
Fuera de la competición, interpretó el papel de «Fire» en el reinicio de Gladiators en 2024 en la BBC One, y posteriormente fue concursante en la vigesimosegunda temporada de Strictly Come Dancing.

## Primeros años
Montell Marcelle Douglas nació el 24 de enero de 1986 en Lewisham, Londres. Fue criada por padres jamaicanos. Desde muy joven, Douglas se interesó por el atletismo y su profesor de educación física la animó a participar en él.
Estudió en el colegio Ravensbourne y posteriormente estudió ciencias del deporte en la Universidad Brunel.

## Carrera de atletismo
Douglas participó por primera vez en un gran campeonato en el Campeonato Europeo de Atletismo en Pista Cubierta de 2007. Aunque fue eliminada en semifinales, estableció una nueva marca personal en 60 metros de 7,28 segundos.
Formó parte del equipo británico de relevos de 4 x 100 metros que terminó cuarto en el Campeonato Mundial de Atletismo de 2007 en Osaka (junto con Laura Turner, Joice Maduaka y Emily Freeman). En ese mismo campeonato, compitió en la prueba individual de 100 m, pero fue eliminada en cuartos de final.
En la temporada 2008, quedó segunda por detrás de Jeanette Kwakye en los 100 m femeninos del Campeonato Británico. En la reunión de atletismo europeo de Loughborough, el 17 de julio, durante la semifinal, corrió con un tiempo asistido por el viento (+2,6 m/s) de 10,95 segundos. En la final, batió el récord británico de Kathy Cook con un tiempo de 11,05 segundos. Douglas mejoró su marca personal en casi un cuarto de segundo y batió un récord nacional imbatido desde hacía más de un cuarto de siglo.

### Olimpiadas de 2008
Douglas representó a Gran Bretaña en los Juegos Olímpicos de Pekín 2008, en los 100 metros. En su primera eliminatoria, quedó segunda, por detrás de Ivet Lalova, con un tiempo de 11.36, y pasó a la segunda ronda. Allí no logró clasificarse para las semifinales, ya que su tiempo de 11.38 sólo fue el cuarto más rápido de su eliminatoria. También formó parte del equipo británico que alcanzó la final del relevo 4x100 metros, y que (junto con el equipo jamaicano) era favorito para hacerse con una medalla. Jeanette Kwakye realizó una buena primera curva en la final, pero el equipo británico no pudo terminar debido a una confusión en el relevo entre Douglas y Emily Freeman. Jamaica tampoco pudo terminar tras un error similar entre Sherone Simpson y Kerron Stewart.

### Marcas personales
| Evento                | Mejor marca    | Localización             | Fecha                 |
| --------------------- | -------------- | ------------------------ | --------------------- |
| 60 metros             | 7.25 segundos  | Newham, Inglaterra       | 13 de febrero de 2013 |
| 100 metros            | 11.05 segundos | Loughborough, Inglaterra | 17 de julio de 2008   |
| 200 metros (exterior) | 23.34 segundos | La Chaux-de-Fonds, Suiza | 28 de junio de 2009   |
| 200 metros (interior) | 23.93 segundos | Birmingham, Inglaterra   | 20 de febrero de 2005 |

- Toda la información procede del perfil de la IAAF[7]

## Carrera de bobsleigh
En 2016, Douglas se inició en el bobsleigh. Terminó entre las 10 primeras en su debut en la Copa del Mundo de Bobsleigh en enero de 2017, y más tarde en la temporada, terminó séptima en un evento en Sankt Moritz. Fue la atleta de reserva de Gran Bretaña para los Juegos Olímpicos de Pieonchang 2018. En 2019, Douglas y Mica McNeill terminaron sextas en la prueba de bobsleigh para 2 mujeres en Königssee. En 2020, Douglas y McNeill quedaron cuartas en la prueba de 2 mujeres de la Copa del Mundo de Bobsleigh 2020-21 en Innsbruck. En enero de 2022, Douglas y McNeill fueron seleccionadas para la prueba de 2 mujeres de los Juegos Olímpicos de Pekín 2022. Douglas se convirtió en la primera mujer británica que competía en los Juegos Olímpicos de Verano y de Invierno, ambos celebrados en Pekín. La pareja terminó en 17.ª posición en la prueba de dos mujeres.

## Carrera en los medios
Douglas apareció en el concurso Who Dares Wins el 14 de enero de 2011 y ganó 12.500 libras. En mayo de 2023, Douglas fue nombrada como «Fire», una de las nuevas gladiadoras en un reinicio de la serie de televisión Gladiators emitida por la BBC One. Con 1,78 m, es una de las gladiadoras más altas del programa, y es conocida por su velocidad y fuerza.
En agosto de 2024, Douglas fue anunciada como concursante de la vigesimosegunda temporada de Strictly Come Dancing. Formó pareja con el bailarín profesional Johannes Radebe. La pareja logró llegar hasta los cuartos de final de la competencia, quedando en el sexto puesto.